# سام بيرن (رسام)
كان صموئيل بيرن رسامًا أستراليًا فطريًا ومؤرخًا شعبيًا، أرخ بصريًا التسلسل الزمني لقيام مدينة بروكين هيل منذ أيامها الحدودية حتى تأسيس المدينة الحديثة. اتجه بيرن إلى الرسم في السبعينيات من عمره دون تلقيه لأي تعليم رسمي وذلك بعد تقاعده من عمله في مناجم بروكين هيل. اكتشف ليونارد فرينش مجموعة صوره المأخوذة بعناية وبصعوبة لبلدة بروكين هيل وكان الشخص الذي لفت انتباه خبراء سيدني وملبورن إليه. اشتهر بيرن برسمه لأشياء وأحداث من ذاكرته، كان لها أثر في شخصيته، كغزو الأرانب لبلدة بروكين هيل وبازلاء ستيوارت الصحراوية والعواصف الترابية وأعمال الشغب في المصانع وأحداث المناجم الأولية. اصطبغت أعماله بوعي الطبقة العاملة فأظهرت درجة عالية من الحساسية تجاه المحنة التي يعيشها الضحايا ويعود ذلك لكونه نقابيًا اختبر عن قرب التجربة القاسية للعمل في المناجم. كثيرًا ما قورن بالجدة موزيس، وكتب عنه جيمس غليسون: «إن بيرن يرسم بطريقة خاصة ومتفردة جدًا لدرجة يجبرنا فيها على الاعتراف بامتلاكه أسلوبه الخاص».
كتب عنه جون أولسن: «لم يتمكن أي رسام أسترالي آخر من رسم البورتريه بتلك الدرجة من البساطة والإنسانية خلال فترة التسعينيات من القرن التاسع عشر». وصف إلوين لين الرسام الشعبي بأنه «يروي بالطلاء». وصفه جيمس غليسون بأنه «بدائي صادق» وكذلك «بريء في الفن»، فلم تخضع تجربته البصرية إلى مفاهيم الأسلوب أو التقنية.

## سيرته الذاتية

### النشأة
ولد سام بيرن باسم مايكل إلدريج صموئيل، وهو الابن الثاني لجيمس وإليزابيث بيرنز، في 10 يوليو من عام 1883 في هامبوغ سكراب في جنوب أستراليا في وادي باروسا، جنوب أستراليا. كان والده الإيرلندي الأصل عاملًا متجولًا تنقل بين العديد من مناجم الذهب والفضة في أستراليا باحثًا عن الثروة. أما والدته فكانت أسترالية الأصل. التقى الاثنان وتزوجا في باروسا غولدفيلدس حيث أنجبا أول أطفالهما هناك. قبل ولادة سام بيرن غادر والده للانضمام إلى حملة البحث عن الذهب التي لم تدم طويلًا في جبل براون غولد في شمال نيو ساوث ويلز. انضم والده بعد ذلك إلى حملات البحث عن الفضة في مقاطعة بيرير، حيث عمل هناك كحداد في مناجم الفضة في داي دريم وبلدة أومبرأومبيركا. عاد الأب بعد ذلك وانتقلت العائلة للعيش في بلدة صغيرة لمناجم الفضة تدعى تاكارينغا غرب بروكين هيل عندما كان بيرن في الثانية من عمره.
شهدت السنوات اللاحقة من حياة سام بيرن ولادة ثلاثة أشقاء آخرين. التحق بيرن بمدرسة ابتدائية في تاكارينغا تحت إشراف أستاذ مدمن على الكحول. توفي والده في عام 1890 نتيجة إصابة تعرض لها أثناء تبديله لحذوة حصان. بسبب غياب المعاش التقاعدي للأم الأرملة في ذلك الوقت لم تجد والدة سام أي وسيلة لدعم أطفالها الصغار، فقررت أن تنتقل بالعائلة إلى شرق بروكين هيل حيث بإمكانها أن تكسب أجرًا يوميًا من عملها في غسيل الملابس. أصيبت بالتهاب ذات الرئة نتيجة عيشها في خيمة من القماش وعملها لساعات طويلة في ظروف قاسية. وقع بيرن ضحية للعديد من الأمراض نتيجة ظروف المعيشة غير الصحية ونجا من حمى التيفوئيد خلال طفولته. تولت خالتاه المتزوجتان رعايته وأشقائه بعد ذلك، وأرسل إلى مدرسة بروكين هيل الابتدائية المركزية وبقي هناك إلى أن أصبح قادرًا على العمل في المناجم. حدثت أزمة عائلية أخرى حين غادر خالهم بالتبني العائلة للبحث عن الذهب في أستراليا الغربية ولم يسمع عنه شيئًا بعد ذلك. عملت الخالة في غسيل الملابس لدعم العائلة بينما عمل سام بيرن في بيع صحف ذا بيرير ماينر وجمع القوارير الزجاجية. شكلت أزمة وباء الأرانب مصدرًا إضافيًا للدخل بالنسبة لبيرن بين عامي 1896-1895. اعتقد مجلس البلدية بشكل خاطئ أن الأرانب الميتة هي السبب في انتشار وباء التيفوئيد، فدفع مكافآت مالية للسكان مقابل جمع هذه الجثث من الشوارع. أصبح بيرن مشهورًا بين جامعي الفن فيما بعد بسبب لوحاته التي تصور موضوع وباء الأرانب هذا.

### عمله في المناجم
بدأ سام بيرن في عمر الخامسة عشرة بالعمل في شركة «بي إتش بي» لاستخراج المعادن وبقي في خدمة الشركة نفسها لمدة 51 عامًا. شكلت هذه الوظيفة دعمًا ماليًا أساسيًا لعائلته وخصوصًا بعد موت شقيقه الأكبر نتيجة إصابته بذات الرئة، وبالرغم من أن بيرن كان تحت السن القانونية إلا أنه استخدم في العمل بطاقة أخيه الراحل النقابية. عمل أولًا كصبي مرسال، وفي السابعة عشرة من عمره استلم أعمالًا شاقة يقوم بها الرجال عادة: مثل تكسير الصخور باستخدام المطارق وخراطة المعادن والتدعيم بالخشب ونقل المعدن الخام من المناجم إلى الشاحنات ومن ثم دفعه على طول مهاوي المحركات. اختبر بيرن ظروف عمل شاقة جدًا: مثل مهاوي المنجم الحارة والمغبرة، وكذلك انعدام وجود الماء ونشوب الكثير من الحرائق تحت الأرض. قتل الكثير من رفاقه بالعمل خلال حوادث أليمة كتساقط الصخور أو نتيجة التسمم من لمس واستنشاق المواد الخام. نجا بيرن نفسه من عدة حوادث انهيار للكهوف نتيجة نقص التدعيم الخشبي المستخدم في التجاويف الباطنية للمنجم. راوده القلق خلال عمله في المنجم من أن يلقى المصير نفسه الذي شهده زملاؤه في العمل أو من الموت مبكرًا نتيجة أحد الأمراض التي يصاب بها عمال المناجم. كثيرًا ما انتقد بيرن سياسة شركات التعدين في تعاملها القاسي مع الموظفين في الأيام الأولى: «عندما يموت أحد العمال، ترسل جثته فورًا إلى المشرحة، في حين أنه إذا مات أحد الأحصنة يجري التحقق من موته أولًا. كان للحصان أهمية أكبر بكثير من الرجل العامل!».